# 萍蓬草胺
萍蓬草胺是一种含氮有机化合物，化学式C
15H
25NO
2，属于一种哌啶类生物碱，存在于日本萍蓬草（Nuphar japonica）以及河狸香中。